# Kung-Fu Yoga
Kung-Fu Yoga (Gong fu yu jia) è un film del 2017 diretto da Stanley Tong.

## Trama
In un'università della Cina lavora l'archeologo Jack, il quale viene contattato dalla dottoressa Ashmita per la ricerca dell'antico tesoro di Magadha, conteso da anni tra Cina e India. Fanno parte del gruppo due giovani ricercatori, Kyra e Randall, assieme al cacciatore di tesori Jones Lee. Purtroppo per loro la caccia al tesoro non sarà così semplice.